# Biljett nu
Biljett Nu är ett svenskt aktiebolag som säljer distribution av biljetter till kultur- och idrottsevenemang. Varumärket Biljett Nu grundades 1998 och har sålt biljetter via Internet på hemsidan biljettnu.se sedan 2004. Biljett Nu inriktar sig främst på andrahandsförsäljning/förköp men har även anlitats som officiell återförsäljare.  Inom andrahandsmarknaden av biljetter har Biljett Nu under flertal år varit den största aktören på marknaden i Sverige. Hasses Evenemangsbiljetter i Sverige AB köpte 2016 rätten att använda namnet Biljett Nu efter att företaget som grundande varumärket, Biljett Nu i Stockholm Aktiebolag, sattes i konkurs under 2015. Tidigare har Biljett Nu haft en butik i biljettkontoret på Klara Norra kyrkogata 13, däremot stängdes butiken under 2021 som en följd av minskad efterfråga på att köpa fysiska biljetter.

## Hasses Evenemangsbiljetter i Sverige AB
Biljett Nu i Stockholm Aktiebolag sattes i konkurs i juli 2015. Hasses Evenemangsbiljetter i Sverige AB köpte 2016 av konkursboet rätten att använda namnet Biljett Nu. 

## Kontroverser (Biljett Nu i Stockholm Aktiebolag)
Inför en konsert med musikgruppen Roxette i Anderstorp 14 augusti 2010 stod Biljett Nu som biljettdistributör till konserten, som skulle hållas tillsammans med motortävlingen The Race Legends. Arrangören till The Race Legends ställde in hela arrangemanget på grund av dålig ekonomi, vilket gjorde Biljett Nu:s biljetter till Anderstorp värdelösa. Konserten flyttades till Halmstad av konsertarrangören Live Nation som hade försäljningsavtal med Ticnet, men Biljett Nu fortsatte sälja biljetter till arrangemanget. Den nya biljettdistributören Nöjet konsertbolag, som anlitats av Ticnet, drog Biljett Nu inför Marknadsdomstolen, som gav Biljett Nu rätt.
Företaget fick kritik under juli 2012 efter att de sålt biljetter till en Bruce Springsteen-konsert och dagarna innan meddelat flera köpare att de inte kommer att få sina biljetter. Enligt företaget berodde detta på att deras leverantörer i sin tur inte kunnat tillhandahålla biljetter. Företagets VD anhölls för misstanke om bedrägeri, men ärendet avskrevs. 
I augusti 2012 riktade Konsumentverket kritik mot Biljett Nu och menade att företagets marknadsföring varit vilseledande och otillbörlig. Biljett Nu svarade på kritiken och fortsatte att marknadsföra sig efter vidtagna åtgärder.